# Testacella scutulum
Testacelle des jardins
Espèce
Testacella scutulum, la testacelle des jardins, est une espèce de mollusque carnivore terrestre limaciforme du genre Testacella, qui dispose d'une coquille très rudimentaire. 
Elle se rencontre principalement dans les parcs et jardins en Europe de l'Ouest et du Sud (Croatie, Italie, France, Espagne et îles britanniques).

## Classification
Avant 1900, l'espèce était considérée comme une sous-espèce de couleur jaunâtre de Testacella haliotidea ; cette question n'est toujours pas tranchée en 1999.

## Description

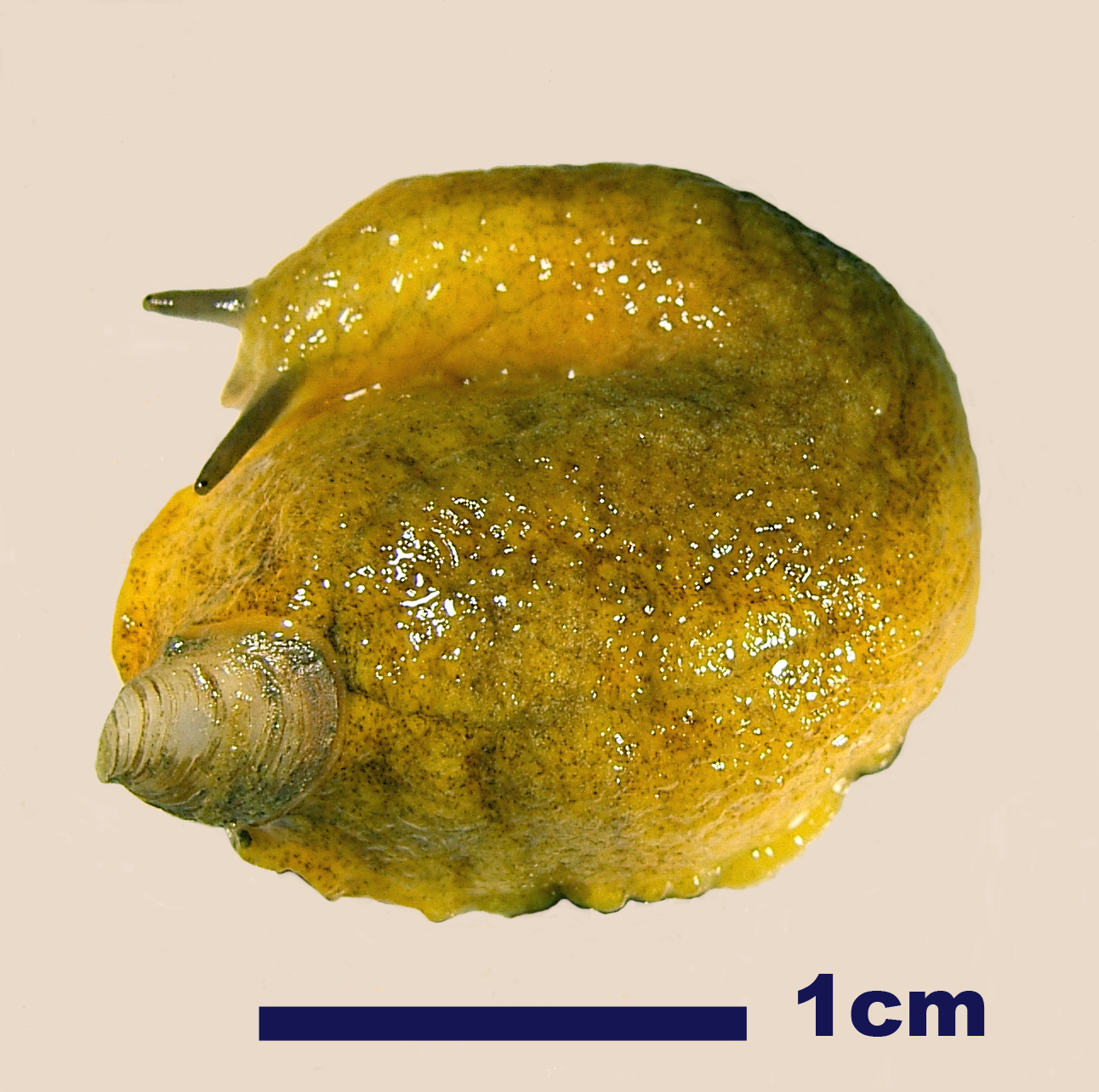
Coquille à l'arrière du corps.

Le corps est jaunâtre avec des taches marron ou noires et mesure de 80  à   120 millimètres à l'âge adulte. La sole pédieuse est généralement orangeâtre. La coquille de forme triangulaire, parfois concave, est située à l'arrière du corps. Plus étroite que chez Testacella haliotidea, elle mesure environ 6 à 7 millimètres de longueur sur 3,5 à 4,5 millimètres de largeur,. 

## Biologie
L'espèce s'enfonce dans le sol pendant le jour, probablement de 10 à 30 centimètres sous la surface, mais peut toutefois se trouver sous des pierres plates enfoncées dans le sol. En Grande-Bretagne, on la trouve sur les falaises ou dans les bois.

## Alimentation
L'espèce se nourrit principalement de vers de terre, et parfois d'autres mollusques.

## Reproduction
Les œufs mesurent 4 par 3 millimètres.

## Distribution et habitat
Testacella scutulum se rencontre en Europe de l'Ouest, principalement en Italie (côte tyrrhénienne, Sicile, Calabre), en Croatie, en Espagne et aux îles Canaries, en France (Corse où sa présence est certaine), îles britanniques, notamment en Irlande, en Grande-Bretagne où elle est considérée comme introduite, au sud de l'Écosse bien qu'elle n'ait pu être observée récemment, au Pays de Galles où elle semble rare. Elle a toutefois été récemment recensée dans la région de Londres.
L'espèce se rencontre principalement dans les parcs et jardins.